# NGC 7298
NGC 7298 ist eine Spiralgalaxie vom Hubble-Typ Sc im Sternbild Aquarius auf der Ekliptik. Sie ist schätzungsweise 229 Millionen Lichtjahre von der Milchstraße entfernt und hat einen Durchmesser von etwa 85.000 Lichtjahren.
Im selben Himmelsareal befinden sich u. a. die Galaxien NGC 7300 und NGC 7302.
Die Typ-II-Supernova SN 2012gc wurde hier beobachtet.
Das Objekt wurde am 7. August 1864 vom deutschen Astronomen Albert Marth entdeckt.